# Enquin-les-Mines
Enquin-les-Mines est une ancienne commune française située dans le département du Pas-de-Calais en région Hauts-de-France.
Enquin-les-Mines absorbe Fléchinelle et Serny en 1822. Elle portait les noms de Enquin ou Enquin-lès-Fléchinelle avant 1905.
Depuis le 1er janvier 2017, Enquin-les-Mines est devenue une commune déléguée au sein de la commune nouvelle d'Enquin-lez-Guinegatte avec Enguinegatte. Le chef-lieu de la commune nouvelle est fixé sur l'ancienne commune d'Enguinegatte.

## Géographie

### Localisation
Une partie de la commune était comprise dans le territoire de la concession de Fléchinelle pour l'exploitation des veines de charbon.
Le territoire de la commune est limitrophe de ceux de huit communes :
| Delettes          | Enguinegatte     | Blessy         |
| Erny-Saint-Julien | Enquin-les-Mines | Estrée-Blanche |
| Laires            | Fléchin          | Ligny-lès-Aire |

## Toponymie
Le nom de la localité est attesté sous les formes Enkin (1139) ; Enkyn (1248) ; Enquin (1400) ; Enkineim (XVIIe siècle) ; Ennequin (1739) ; Enguin-lez-Fléchinelle (1739).
Enken en flamand.
En français, la préposition « lès » signifie « près de ». D'usage vieilli, elle n'est guère plus rencontrée que dans les toponymes, plus particulièrement ceux de localités.

## Histoire
En 1229, Adam évêque de Thérouanne atteste que Jean Vavasseur d'Enquin (son fils Guillaume est cité en 1232) a résigné la dîme de cette localité entre les mains des religieux de l'abbaye Saint-Bertin de Saint-Omer.
Avant la Révolution française, Fléchinelle, composante actuelle de la commune d'Enquin-les-Mines, est le siège d'une seigneurie. Une ferme des Templiers, ferme fortifiée marquait également le hameau de Fléchinelle. Elle existe toujours, transformée en lieu de réception.
Avant 1730, Ignace-Adrien de Stappens, écuyer, est seigneur de Fléchinelle. Il meurt en 1730, laissant une veuve : Marie-Catherine-Françoise Ingiliard (1699-1773), fille d'Édouard II Ingiliard, seigneur des Wattines (sur Linselles), de la Mairie, du Plouich à Pérenchies, de Fromelles, de Maisnil, bourgeois de Lille, créé chevalier le 3 février 1719 et de Marie-Catherine-Thérèse de Fourmestraux,.

## Politique et administration
| Période                                  | Période        | Identité                                    | Étiquette | Qualité                                                                     |
| ---------------------------------------- | -------------- | ------------------------------------------- | --------- | --------------------------------------------------------------------------- |
| 1790                                     | Novembre 1796  | Pierre Joseph Dehurtevent                   |           | Fléchinelle                                                                 |
| Décembre 1796                            | Décembre 1797  | Célestin Ansel                              |           | Fléchinelle                                                                 |
| Janvier 1798                             | Décembre 1800  | Etienne Potel                               |           | Fléchinelle                                                                 |
| Janvier 1801                             | Décembre 1820  | Célestin Ansel                              |           | Fléchinelle                                                                 |
| Janvier 1821                             | Octobre 1822   | Etienne Potel                               |           | Fléchinelle                                                                 |
| Les données manquantes sont à compléter. |                |                                             |           |                                                                             |
| 1790                                     | Novembre 1796  | Vindicien Joseph Touzart                    |           | Serny                                                                       |
| Décembre 1796                            | Avril 1798     | Philippe Joseph Thelier                     |           | Serny Cultivateur                                                           |
| Mai 1798                                 | Juillet 1800   | Ambroise Cocud                              |           | Serny                                                                       |
| Août 1800                                | Octobre 1822   | Jean Joseph Saison                          |           | Serny Cultivateur                                                           |
| Les données manquantes sont à compléter. |                |                                             |           |                                                                             |
| Octobre 1789                             | Décembre 1793  | Jacques Delplace                            |           | Enquin                                                                      |
| Décembre 1793                            | Octobre 1796   | Hypolithe Mahieu                            |           | Enquin Cultivateur                                                          |
| Novembre 1796                            | Novembre 1800  | Philippe Jean Marie Thelier                 |           | Enquin                                                                      |
| Décembre 1800                            | Décembre 1808  | Hypolithe Mahieu                            |           | Enquin Cultivateur                                                          |
| Janvier 1809                             | Octobre 1822   | Augustin Marche                             |           | Enquin                                                                      |
| Octobre 1822                             | Mars 1827      | Augustin Marche                             |           | Enquin                                                                      |
| Mars 1827                                | Septembre 1830 | Liévin Delgery                              |           | Enquin                                                                      |
| Octobre 1830                             | Novembre 1846  | Pierre Joseph Mahieu                        |           | Enquin Cultivateur, conseiller d'arrondissement du canton de Fauquembergues |
| Décembre 1846                            | Janvier 1848   | Célestin Potel                              |           | Enquin                                                                      |
| Février 1848                             | Décembre 1851  | Pierre Joseph Mahieu                        |           | Enquin Cultivateur                                                          |
| Décembre 1851                            | Juillet 1860   | Jacques Boitel                              |           | Enquin                                                                      |
| Août 1860                                | Septembre 1870 | Jacques Bourgeois                           |           | Enquin                                                                      |
| Septembre 1870                           | Novembre 1870  | Pierre Mahieu                               |           | Enquin Cultivateur                                                          |
| Novembre 1870                            | Mai 1871       | Louis Mahieu                                |           | Enquin Cultivateur                                                          |
| Juin 1871                                | Octobre 1876   | Jean Baptiste Pruvot                        |           | Enquin                                                                      |
| Octobre 1876                             | Janvier 1881   | Pierre Mahieu                               |           | Enquin Cultivateur                                                          |
| Janvier 1881                             | Mai 1904       | Horace Mahieu                               |           | Enquin Cultivateur                                                          |
| Juin 1904                                | Août 1909      | Victor Clement                              |           | Enquin les Mines Médecin                                                    |
| Octobre 1909                             | Novembre 1919  | Paul Pruvot                                 |           | Enquin les Mines                                                            |
| Décembre 1919                            | Avril 1929     | Jean Baptiste Forestier                     |           | Enquin les Mines                                                            |
| Mai 1929                                 | Mars 1933      | René Pruvot                                 |           | Enquin les Mines                                                            |
| Mars 1933                                | Avril 1935     | Gérard Vaillant                             |           | Enquin les Mines Cultivateur                                                |
| Avril 1935                               | Avril 1936     | Anatole Forestier                           |           | Enquin les Mines                                                            |
| Avril 1936                               | Mai 1943       | Nestor Demany                               |           | Enquin les Mines Employé HBNPC                                              |
| Juin 1943                                | Mars 1958      | Moïse Thelier                               |           | Enquin les Mines                                                            |
| Mars 1958                                | Mars 1977      | Victor Bollart                              |           | Enquin les Mines Cultivateur                                                |
| Mars 1977                                | Décembre 1977  | Ernest Hermand                              |           | Enquin les Mines Gendarme retraité                                          |
| Janvier 1978                             | Février 2013   | Philippe Saison                             | PS        | Enquin les Mines Cadre Maintenance Industrielle Démissionnaire              |
| 12 février 2013                          | En cours       | Hervé Dupont Réélu pour le mandat 2020-2026 | PS        | Enquin les Mines Cadre au fret à la SNCF Réélu pour le mandat 2014-2020,    |

,
La commune s'est doté depuis 2000 d'un conseil municipal des jeunes.

## Démographie

### Évolution démographique
L'évolution du nombre d'habitants est connue à travers les recensements de la population effectués dans la commune depuis 1793. À partir du 1er janvier 2009, les populations légales des communes sont publiées annuellement dans le cadre d'un recensement qui repose désormais sur une collecte d'information annuelle, concernant successivement tous les territoires communaux au cours d'une période de cinq ans. 
Pour les communes de moins de 10 000 habitants, une enquête de recensement portant sur toute la population est réalisée tous les cinq ans, les populations légales des années intermédiaires étant quant à elles estimées par interpolation ou extrapolation. Pour la commune, le premier recensement exhaustif entrant dans le cadre du nouveau dispositif a été réalisé en 2006,.
En 2014, la commune comptait 1 148 habitants, en évolution de +9,23 % par rapport à 2009 (Pas-de-Calais : +0,78 %, France hors Mayotte : +2,49 %).
| 1793 | 1800 | 1806 | 1821 | 1831 | 1836 | 1841 | 1846 | 1851 |
| ---- | ---- | ---- | ---- | ---- | ---- | ---- | ---- | ---- |
| 245  | 251  | 262  | 307  | 623  | 653  | 665  | 689  | 674  |

| 1856 | 1861 | 1866 | 1872 | 1876  | 1881  | 1886  | 1891 | 1896 |
| ---- | ---- | ---- | ---- | ----- | ----- | ----- | ---- | ---- |
| 680  | 746  | 742  | 882  | 1 013 | 1 056 | 1 002 | 967  | 948  |

| 1901  | 1906  | 1911  | 1921  | 1926  | 1931  | 1936  | 1946  | 1954  |
| ----- | ----- | ----- | ----- | ----- | ----- | ----- | ----- | ----- |
| 1 248 | 1 219 | 1 286 | 1 394 | 1 274 | 1 185 | 1 077 | 1 167 | 1 079 |

| 1962  | 1968 | 1975 | 1982 | 1990 | 1999 | 2006 | 2011  | 2014  |
| ----- | ---- | ---- | ---- | ---- | ---- | ---- | ----- | ----- |
| 1 026 | 944  | 856  | 825  | 869  | 917  | 975  | 1 106 | 1 148 |

### Pyramide des âges
La population de la commune est relativement jeune. Le taux de personnes d'un âge supérieur à 60 ans (18,5 %) est en effet inférieur au taux national (21,6 %) et au taux départemental (19,8 %).						
Contrairement aux répartitions nationale et départementale, la population masculine de la commune est supérieure à la population féminine (51,8 % contre 48,4 % au niveau national et 48,2 % au niveau départemental).						
La répartition de la population de la commune par tranches d'âge est, en 2007, la suivante :						
- 51,8 % d’hommes (0 à 14 ans = 22,2 %, 15 à 29 ans = 22,2 %, 30 à 44 ans = 21,8 %, 45 à 59 ans = 18,8 %, plus de 60 ans = 15 %) ;
- 48,2 % de femmes (0 à 14 ans = 20,2 %, 15 à 29 ans = 17,2 %, 30 à 44 ans = 21,5 %, 45 à 59 ans = 18,9 %, plus de 60 ans = 22,1 %).

| Hommes | Classe d’âge | Femmes |
| ------ | ------------ | ------ |
| 0,0    | 90 ans ou +  | 1,1    |
| 5,7    | 75 à 89 ans  | 8,7    |
| 9,3    | 60 à 74 ans  | 12,3   |
| 18,8   | 45 à 59 ans  | 18,9   |
| 21,8   | 30 à 44 ans  | 21,5   |
| 22,2   | 15 à 29 ans  | 17,2   |
| 22,2   | 0 à 14 ans   | 20,2   |

| Hommes | Classe d’âge | Femmes |
| ------ | ------------ | ------ |
| 0,2    | 90 ans ou +  | 0,8    |
| 5,1    | 75 à 89 ans  | 9,1    |
| 11,1   | 60 à 74 ans  | 12,9   |
| 21,0   | 45 à 59 ans  | 20,1   |
| 20,9   | 30 à 44 ans  | 19,6   |
| 20,4   | 15 à 29 ans  | 18,5   |
| 21,3   | 0 à 14 ans   | 18,9   |

## Culture et patrimoine

### Lieux et monuments

#### Patrimoine mondial
Depuis le 30 juin 2012, la valeur universelle et historique du bassin minier du Nord-Pas-de-Calais est reconnue et inscrite sur la liste du patrimoine mondial l’UNESCO. Parmi les 353 sites, répartis sur 109 lieux inclus dans le périmètre du bassin minier, le site no 109 d'Enquin-les-Mines est formé par le terril conique no 244, Fléchinelle Ouest, issu de l'exploitation de la fosse de Fléchinelle de la Compagnie des mines de la Lys-Supérieure, ensuite devenue la fosse no 1 - 1 bis des mines de Ligny-les-Aire. C'est le site le plus occidental du classement,.

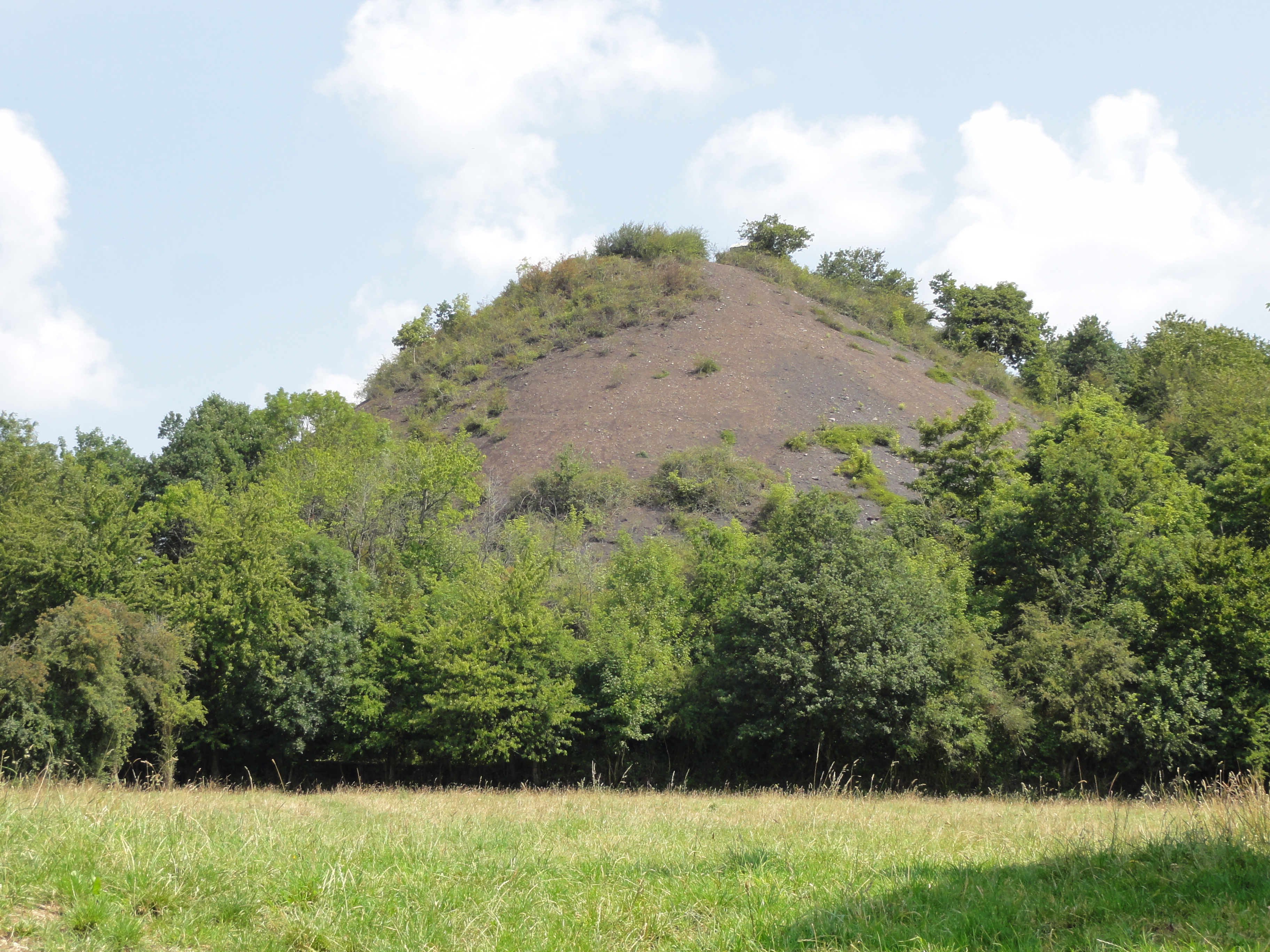
Le terril no 244.
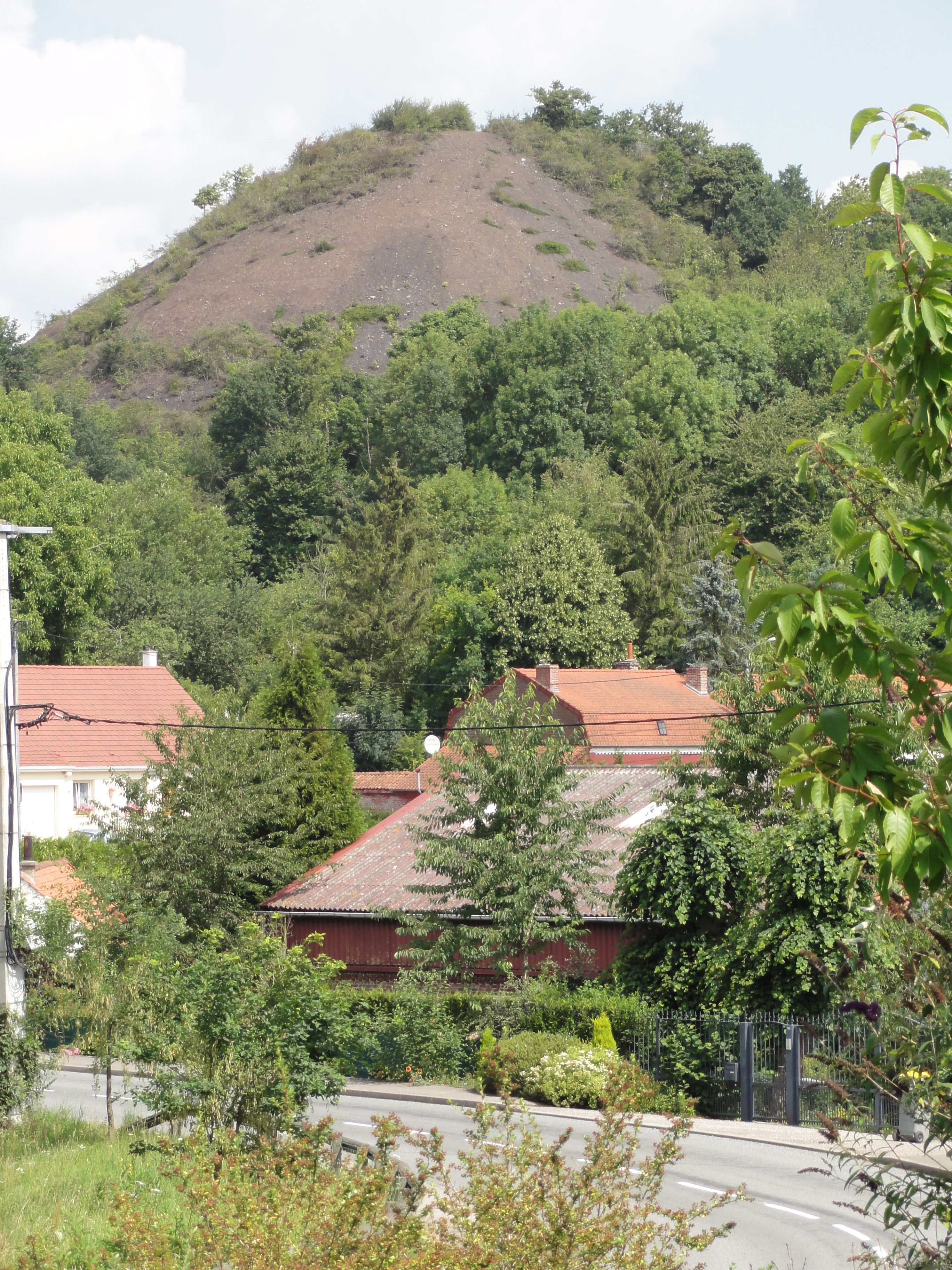
Le terril no 244.

#### Autres lieux et monuments
- Le moulin Espagnol
- L'église Saint-Omer
- Le monument aux morts
- La mine
- Le terril
- La brasserie
- Le moulin de Serny
- La ferme des Templiers

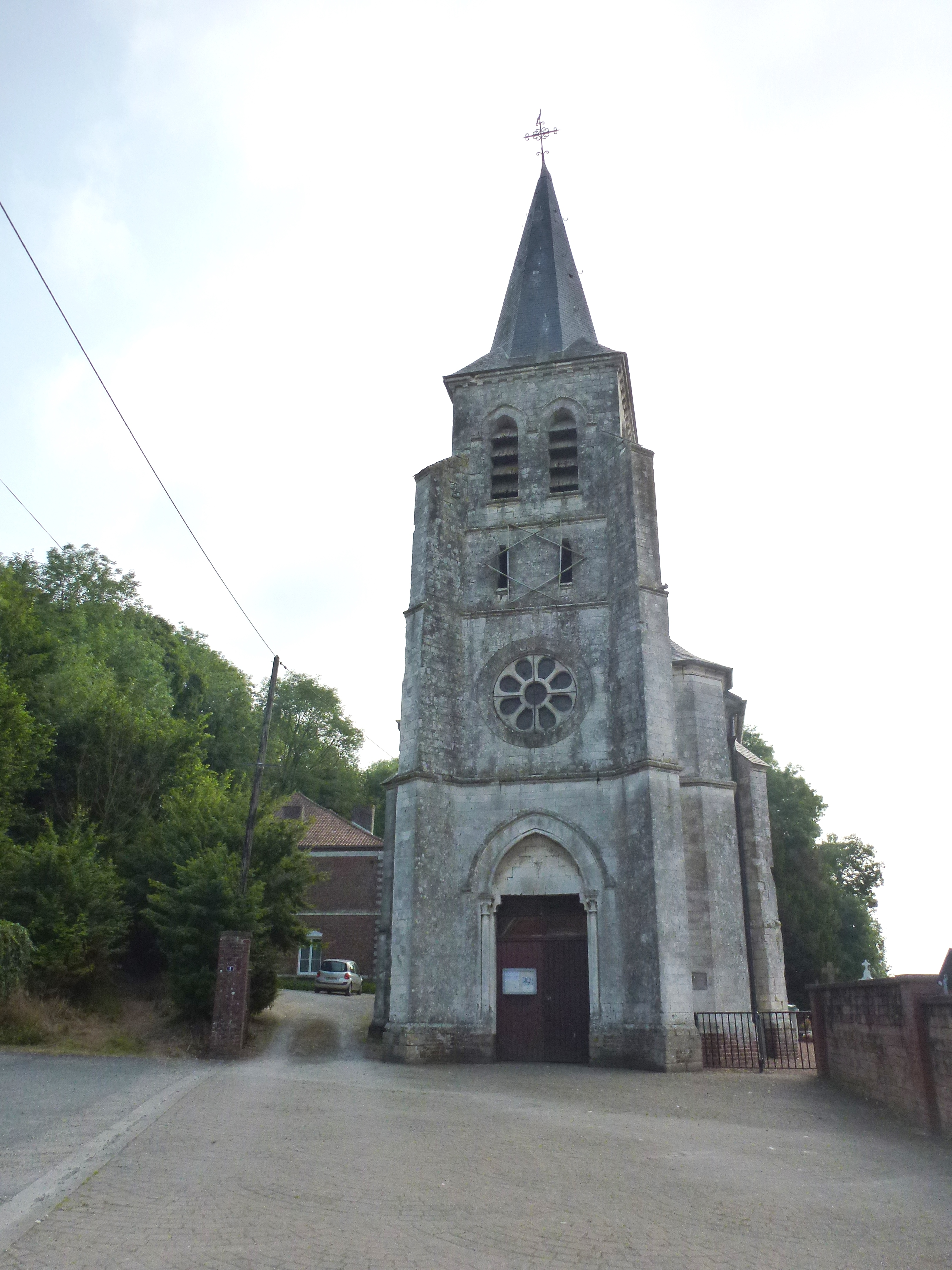
L'église Saint-Omer.

- L'église Saint-Germain de Serny du XVIe siècle
- La ferme de la Carnoye à Fléchinelle
- La Malterie à Serny
- La chapelle Saint-Wandrille à Fléchinelle
- La statue de sainte Appoline (chapelle Saint-Wandrille)
- Le bénitier de 1550 (chapelle Saint-Wandrille)

### Héraldique
| Blason de Enquin-les-Mines | Blason  | De sinople à la bande fuselée d'argent.          |
| Blason de Enquin-les-Mines | Détails | Le statut officiel du blason reste à déterminer. |

## Pour approfondir